# Opticon
Opticon là một trong những công ty đầu tiên trên thế giới chuyên sản xuất các máy quét mã vạch chất lượng cao cho thị trường quốc tế.
Trụ sở chính tại Hà Lan, Opticon Sensors Europe BV là trụ sở chính cho các hoạt động tại châu Âu,phục vụ các thị trường ở châu Âu, Nam Mỹ, Châu Phi, Úc và Trung Đông...
Trụ sở chính của Opticon, Inc tại Mỹ ở phía nam Seattle, Renton, Washington và phục vụ khách hàng tại Mỹ, Canada và Mexico.
Opticon bao gồm các công ty con OPTOELECTRONICS Co., Ltd, Opticon Sensors Europe BV và Opticon Inc.
Tổ chức này đã phát triển thành một nhà cung cấp quốc tế, chuyên cung cấp các thiết bị nhận dạng tự động và thu thập dữ liệu tại 65 nước trên toàn thế giới thông qua các văn phòng đại diện tại 13 quốc gia.